# Survivor: Millennials vs. Gen X
Survivor: Millennials vs. Gen X es la trigésima tercera temporada del reality show estadounidense de supervivencia Survivor, transmitido por la cadena CBS. Se estrenará el 21 de septiembre de 2016. La temporada fue filmada en Islas Mamanuca, Fiji, el mismo país que Survivor: Fiji, pero en diferente ubicación.
Los concursantes fueron divididos inicialmente en dos tribus que competirán de acuerdo a su generación: Milenarios (nacidos entre 1984 y 1997) formaron la tribu "Vanua" y la Generación X (nacidos entre 1963 y 1982) la tribu "Takali”. Esta temporada es la tercera en dividir las tribus acorde la edad, siendo la primera Survivor: Panama y la segunda Survivor: Nicaragua.

## Equipo del programa
- Presentador: Jeff Probst lidera los desafíos grupales, individuales y los consejos tribales.

## Concursantes
El elenco estuvo compuesto por 20 nuevos jugadores, divididos en dos tribus: Vanua (Milenarios) y Takali (Generación X), que contiene diez miembros cada uno.
| Concursante                                         | Tribu Original | Tribu Ampliada       | Tribu Fusionada      | Resultado final                                 | Votos |
| --------------------------------------------------- | -------------- | -------------------- | -------------------- | ----------------------------------------------- | ----- |
| Adam Klein 25, San Francisco, California            | Vanua          | Takali               | Vinaka               | Único Sobreviviente                             | 6     |
| Hannah Shapiro 24, West Hollywood, California       | Vanua          | Ikabula              | Vinaka               | Finalista                                       | 13    |
| Ken McNickle 33, Denver, Colorado                   | Takali         | Takali               | Vinaka               | Finalista                                       | 3     |
| David Wright 42, Sherman Oaks, California           | Takali         | Vanua                | Vinaka               | 16.to Eliminado 10.mo Miembro del jurado Día 38 | 10    |
| Bret LaBelle 42, Dedham, Massachusetts              | Takali         | Ikabula              | Vinaka               | 15.to Eliminado 9.no Miembro del jurado Día 37  | 5     |
| Justin "Jay" Starrett 27, Fort Lauderdale, Florida  | Vanua          | Ikabula              | Vinaka               | 14.to Eliminado 8.vo Miembro del jurado Día 36  | 10    |
| Sunday Burquest ✟ 45, Otsego, Minnesota             | Takali         | Ikabula              | Vinaka               | 13.ra Eliminada 7.mo Miembro del jurado Día 35  | 5     |
| Will Wahl 18, Long Valley, New Jersey               | Vanua          | Ikabula              | Vinaka               | 12.do Eliminado 6.to Miembro del jurado Día 34  | 6     |
| Zeke Smith 28, Brooklyn, New York                   | Vanua          | Vanua                | Vinaka               | 11.er Eliminado 5.to Miembro del jurado Día 33  | 14    |
| Jessica Lewis 37, Voorheesville, New York           | Takali         | Takali               | Vinaka               | Eliminada 4.to Miembro del jurado Día 30        | 9     |
| Chris Hammons 38, Moore, Oklahoma                   | Takali         | Vanua                | Vinaka               | 10.mo Eliminado 3.er Miembro del jurado Día 28  | 7     |
| Taylor Lee Stocker 24, Post Falls, Idaho            | Vanua          | Takali               | Vinaka               | 9.no Eliminado 2.do Miembro del jurado Día 25   | 7     |
| Michelle Schubert 28, Yakima, Washington            | Vanua          | Vanua                | Vinaka               | 8.va Eliminada 1.er Miembro del jurado Día 23   | 10    |
| Michaela Bradshaw 25, Fort Worth, Texas             | Vanua          | Ikabula              |                      | 7.ª Eliminada Día 20                            | 4     |
| Jessica "Figgy" Figueroa 23, Nashville, Tennessee   | Vanua          | Takali               | 6.ª Eliminada Día 18 | 6                                               |       |
| Ciandre "CeCe" Taylor 39, Granada Hills, California | Takali         | Vanua                | 5.ª Eliminada Día 15 | 11                                              |       |
| Lucy Huang 42, Diamond Bar, California              | Takali         |                      | 4.ª Eliminada Día 12 | 2                                               |       |
| Paul Wachter 52, Sugarloaf Key, Florida             | Takali         | 3.º Eliminado Día 10 | 6                    |                                                 |       |
| Mari Takahashi 31, Los Ángeles, California          | Vanua          | 2.ª Eliminada Día 7  | 7                    |                                                 |       |
| Rachel Ako 37, Los Ángeles, California              | Takali         | 1.ª Eliminada Día 4  | 5                    |                                                 |       |

### Después de Filmar

#### The Challenge
| Nombre                 | Desafíos                                                                                 |
| ---------------------- | ---------------------------------------------------------------------------------------- |
| Jessica Figgy Figueroa | El juego del calamar: El desafío                                                         |
| Justin "Jay" Starret   | The Challenge: Demencia Total, Agentes Dobles, Todo o Nada, Batalla por un Nuevo Campeón |
| Michaela Bradshaw      | Espías, Mentiras y Aliados, The Challenge USA 2                                          |

Desafío en negrita indica que el concursante fue finalista en esa temporada.

## Desarrollo
| Episodio                         | Fecha de emisión         | Ganadores de los desafíos               | Ganadores de los desafíos | Eliminado(a)    | Final                                           |
| Episodio                         | Fecha de emisión         | Recompensa                              | Inmunidad                 | Eliminado(a)    | Final                                           |
| -------------------------------- | ------------------------ | --------------------------------------- | ------------------------- | --------------- | ----------------------------------------------- |
| "May the Best Generation Win"    | 21 de septiembre de 2016 | Vanua                                   | Vanua                     | Rachel          | 1.ª Eliminada Día 4                             |
| "Love Goggles"                   | 28 de septiembre de 2016 | Takali                                  | Takali                    | Mari            | 2.ª Eliminada Día 7                             |
| "Your Job Is Recon"              | 5 de octubre de 2016     | Vanua                                   | Vanua                     | Paul            | 3.º Eliminado Día 10                            |
| "Who's the Sucker at the Table?" | 12 de octubre de 2016    | Takali                                  | Vanua                     | Lucy            | 4.ª Eliminada Día 12                            |
| "Idol Search Party"              | 19 de octubre de 2016    | N/A                                     | Ikabula                   | CeCe            | 5.ª Eliminada Día 15                            |
| "Idol Search Party"              | 19 de octubre de 2016    | N/A                                     | Takali                    | CeCe            | 5.ª Eliminada Día 15                            |
| "The Truth Works Well"           | 26 de octubre de 2016    | Vanua                                   | Ikabula                   | Figgy           | 6.ª Eliminada Día 18                            |
| "The Truth Works Well"           | 26 de octubre de 2016    | Ikabula                                 | Vanua                     | Figgy           | 6.ª Eliminada Día 18                            |
| "I Will Destroy You"             | 2 de noviembre de 2016   | Vanua                                   | Takali                    | Michaela        | 7.ª Eliminada Día 20                            |
| "I Will Destroy You"             | 2 de noviembre de 2016   | Ikabula                                 | Vanua                     | Michaela        | 7.ª Eliminada Día 20                            |
| "I'm the Kingpin"                | 9 de noviembre de 2016   | N/A                                     | Will                      | Michelle        | 8.va Eliminada 1.er Miembro del jurado Día 23   |
| "Still Throwin' Punches"         | 16 de noviembre de 2016  | Bret, Chris, David, Ken, Sunday, Taylor | Ken                       | Taylor          | 9.no Eliminado 2.do Miembro del jurado Día 25   |
| "Million Dollar Gamble (Part 1)" | 23 de noviembre de 2016  | Adam, Bret, Hannah, Sunday, Zeke        | David                     | Chris           | 10.mo Eliminado 3.er Miembro del jurado Día 28  |
| "Million Dollar Gamble (Part 2)" | 23 de noviembre de 2016  | Bret, Sunday, Zeke, [David]             | Jay                       | Jessica         | Eliminada 4.to Miembro del jurado Día 30        |
| "About to Have a Rumble"         | 30 de noviembre de 2016  | Jay [Adam, Sunday, Will]                | Adam                      | Zeke            | 11.er Eliminado 5.to Miembro del jurado Día 33  |
| "Slayed the Survivor Dragon"     | 7 de diciembre de 2016   | N/A                                     | Jay                       | Will            | 12.do Eliminado 6.to Miembro del jurado Día 34  |
| "Slayed the Survivor Dragon"     | 7 de diciembre de 2016   | N/A                                     | Ken                       | Sunday          | 13.ra Eliminada 7.mo Miembro del jurado Día 35  |
| "I'm Going for a Million Bucks"  | 14 de diciembre de 2016  | David [Adam, Jay]                       | David [Adam, Jay]         | Jay             | 14.to Eliminado 8.vo Miembro del jurado Día 36  |
| "I'm Going for a Million Bucks"  | 14 de diciembre de 2016  | N/A                                     | Ken                       | Bret            | 15.to Eliminado 9.no Miembro del jurado Día 37  |
| "I'm Going for a Million Bucks"  | 14 de diciembre de 2016  | N/A                                     | Ken                       | David           | 16.to Eliminado 10.mo Miembro del jurado Día 38 |
| "Reunion Show"                   | 14 de diciembre de 2016  |                                         |                           | Voto del jurado | Voto del jurado                                 |
| "Reunion Show"                   | 14 de diciembre de 2016  | Ken                                     | Finalista                 |                 |                                                 |
| "Reunion Show"                   | 14 de diciembre de 2016  | Hannah                                  | Finalista                 |                 |                                                 |
| "Reunion Show"                   | 14 de diciembre de 2016  | Adam                                    | Único Sobreviviente       |                 |                                                 |

Notas
1. 1 2 3  Recompensa combinada con el desafío de inmunidad.
2. ↑  Jay utilizó la ventaja "Robar Recompensa", quitándole la recompensa a David, pero después compartiéndola con Adam y David.

## Votos del «Consejo Tribal»
| Episodio #: | 1       | 2     | 3     | 4       | 5        | 6     | 7        | 8        | 9      | 10      | 11     | 11     | 11         | 12     | 13    | 13     | 14    | 14    | 14    |  |  |  |  |  |  |  |  |  |  |  |  |  |  |  |  |  |  |  |
| Día #       | 4       | 7     | 10    | 12      | 15       | 18    | 20       | 23       | 25     | 28      | 30     | 30     | 30         | 33     | 34    | 35     | 36    | 37    | 38    |  |  |  |  |  |  |  |  |  |  |  |  |  |  |  |  |  |  |  |
| Eliminados: | Rachel  | Mari  | Paul  | Lucy    | CeCe     | Figgy | Michaela | Michelle | Taylor | Chris   | Empate | Empate | Jessica    | Zeke   | Will  | Sunday | Jay   | Bret  | David |  |  |  |  |  |  |  |  |  |  |  |  |  |  |  |  |  |  |  |
| Votos:      | 5-3-1-1 | 7-3   | 6-3   | 2-1-0   | 4-1      | 3-2   | 4-2      | 9-4      | 7-4-1  | 7-4     | 5-5-0  | 4-4    | Sorteo     | 5-0    | 6-2   | 4-2-0  | 5-0   | 3-2-0 | 3-1   |  |  |  |  |  |  |  |  |  |  |  |  |  |  |  |  |  |  |  |
| Concursante | Votos   | Votos | Votos | Votos   | Votos    | Votos | Votos    | Votos    | Votos  | Votos   | Votos  | Votos  | Votos      | Votos  | Votos | Votos  | Votos | Votos | Votos |  |  |  |  |  |  |  |  |  |  |  |  |  |  |  |  |  |  |  |
| Adam        |         | Figgy |       |         |          | Figgy |          | Michelle | Taylor | Chris   | Zeke   | Zeke   | Salvado    | Zeke   | Will  | Sunday | Jay   | David | David |  |  |  |  |  |  |  |  |  |  |  |  |  |  |  |  |  |  |  |
| Hannah      |         | Mari  |       |         |          |       | Bret     | Michelle | Jay    | Chris   | Zeke   | Nadie  | Inmune     | Zeke   | Will  | Sunday | Jay   | Bret  | David |  |  |  |  |  |  |  |  |  |  |  |  |  |  |  |  |  |  |  |
| Ken         | Rachel  |       | Paul  | Jessica |          | Figgy |          | Michelle | Taylor | Chris   | Zeke   | Zeke   | Inmune     | Zeke   | Will  | Sunday | Jay   | Bret  | David |  |  |  |  |  |  |  |  |  |  |  |  |  |  |  |  |  |  |  |
| David       | Rachel  |       | Paul  | Lucy    | CeCe     |       |          | Michelle | Taylor | Chris   | Zeke   | Zeke   | Salvado    | Zeke   | Will  | Sunday | Jay   | Bret  | Adam  |  |  |  |  |  |  |  |  |  |  |  |  |  |  |  |  |  |  |  |
| Bret        | Rachel  |       | CeCe  | Jessica |          |       | Michaela | Michelle | Jay    | Jessica | Hannah | Hannah | Salvado    | Hannah | Will  | David  | Jay   | David |       |  |  |  |  |  |  |  |  |  |  |  |  |  |  |  |  |  |  |  |
| Jay         |         | Mari  |       |         |          |       | Michaela | Adam     | Taylor | Jessica | Hannah | Hannah | Inmune     | Hannah | David | David  | Ken   |       |       |  |  |  |  |  |  |  |  |  |  |  |  |  |  |  |  |  |  |  |
| Sunday      | CeCe    |       | Paul  | Jessica |          |       | Michaela | Michelle | Taylor | Jessica | Hannah | Hannah | Salvada    | Hannah | Will  | Jay    |       |       |       |  |  |  |  |  |  |  |  |  |  |  |  |  |  |  |  |  |  |  |
| Will        |         | Mari  |       |         |          |       | Michaela | Adam     | Jay    | Chris   | Hannah | Hannah | Salvado    | Zeke   | David |        |       |       |       |  |  |  |  |  |  |  |  |  |  |  |  |  |  |  |  |  |  |  |
| Zeke        |         | Figgy |       |         | CeCe     |       |          | Michelle | Taylor | Chris   | Hannah | Nadie  | Inmune     | Hannah |       |        |       |       |       |  |  |  |  |  |  |  |  |  |  |  |  |  |  |  |  |  |  |  |
| Jessica     | CeCe    |       | Paul  | CeCe    |          | Figgy |          | Michelle | Jay    | Chris   | Zeke   | Zeke   | Roca Negra |        |       |        |       |       |       |  |  |  |  |  |  |  |  |  |  |  |  |  |  |  |  |  |  |  |
| Chris       | Rachel  |       | CeCe  | Jessica | CeCe     |       |          | Michelle | Taylor | Jessica |        |        |            |        |       |        |       |       |       |  |  |  |  |  |  |  |  |  |  |  |  |  |  |  |  |  |  |  |
| Taylor      |         | Mari  |       |         |          | Ken   |          | Adam     | Adam   |         |        |        |            |        |       |        |       |       |       |  |  |  |  |  |  |  |  |  |  |  |  |  |  |  |  |  |  |  |
| Michelle    |         | Mari  |       |         | CeCe     |       |          | Adam     |        |         |        |        |            |        |       |        |       |       |       |  |  |  |  |  |  |  |  |  |  |  |  |  |  |  |  |  |  |  |
| Michaela    |         | Mari  |       |         |          |       | Bret     |          |        |         |        |        |            |        |       |        |       |       |       |  |  |  |  |  |  |  |  |  |  |  |  |  |  |  |  |  |  |  |
| Figgy       |         | Mari  |       |         |          | Ken   |          |          |        |         |        |        |            |        |       |        |       |       |       |  |  |  |  |  |  |  |  |  |  |  |  |  |  |  |  |  |  |  |
| CeCe        | David   |       | Paul  | Lucy    | Michelle |       |          |          |        |         |        |        |            |        |       |        |       |       |       |  |  |  |  |  |  |  |  |  |  |  |  |  |  |  |  |  |  |  |
| Lucy        | CeCe    |       | Paul  | Jessica |          |       |          |          |        |         |        |        |            |        |       |        |       |       |       |  |  |  |  |  |  |  |  |  |  |  |  |  |  |  |  |  |  |  |
| Paul        | Rachel  |       | CeCe  |         |          |       |          |          |        |         |        |        |            |        |       |        |       |       |       |  |  |  |  |  |  |  |  |  |  |  |  |  |  |  |  |  |  |  |
| Mari        |         | Figgy |       |         |          |       |          |          |        |         |        |        |            |        |       |        |       |       |       |  |  |  |  |  |  |  |  |  |  |  |  |  |  |  |  |  |  |  |
| Rachel      | Sunday  |       |       |         |          |       |          |          |        |         |        |        |            |        |       |        |       |       |       |  |  |  |  |  |  |  |  |  |  |  |  |  |  |  |  |  |  |  |

### Jurado
| Votos del jurado | Votos del jurado | Votos del jurado | Votos del jurado |
| Episodio #       | 14               | 14               | 14               |
| ---------------- | ---------------- | ---------------- | ---------------- |
| Día #            | 39               | 39               | 39               |
| Finalistas       | Ken              | Hannah           | Adam             |
| Votos            | 10-0-0           | 10-0-0           | 10-0-0           |
|                  |                  |                  |                  |
| Jurado           | Voto             | Voto             | Voto             |
| David            |                  |                  | Adam             |
| Bret             |                  |                  | Adam             |
| Jay              |                  |                  | Adam             |
| Sunday           |                  |                  | Adam             |
| Will             |                  |                  | Adam             |
| Zeke             |                  |                  | Adam             |
| Jessica          |                  |                  | Adam             |
| Chris            |                  |                  | Adam             |
| Taylor           |                  |                  | Adam             |
| Michelle         |                  |                  | Adam             |

Notas
1. ↑  David usó su ídolo de inmunidad oculto para Jessica, por lo tanto, cinco votos extra contra Jessica no fueron contados.
2. ↑  David usó su ídolo de inmunidad oculto para Ken, pero no hubo votos contra él, por lo tanto, ningún voto fue anulado. Después Ken quedó inmune en el sorteo de sacar rocas.
3. ↑  La primera votación resultó en un empate (Hannah y Zeke con cinco votos cada uno), por lo cual se realizó una re-votación. Los participantes involucrados en el empate no votarían y los  restantes solo podían votar por los dos empatados.
4. ↑  La segunda votación resultó de nuevo en un empate (Hannah y Zeke con cuatro votos cada uno), al no poder llegar a una decisión, Hannah y Zeke se salvan. Por lo que los participantes no inmunes fueron obligados a hacer un sorteo de sacar rocas de una bolsa, quien tuviera la roca de color negro sería la persona expulsada.
5. ↑  Los participantes no inmunes (Adam, Bret, David, Jessica, Sunday, Will) fueron obligados a hacer un sorteo de sacar rocas de una bolsa, quien tuviera la roca de color negro sería la persona expulsada, en este caso Jessica.
6. ↑  Adam usó su ídolo de inmunidad oculto para Hannah, por lo tanto, cuatro votos extra contra Hannah no fueron contados.
7. ↑  Jay usó su ídolo de inmunidad oculto, por lo tanto, un voto extra contra Jay no fue contado.
8. ↑  Ken usó la ventaja del legado (que solo se podía usar en el día 36), que su función sería como un ídolo de inmunidad oculto, por lo tanto, un voto extra contra Ken no fue contado.
9. ↑  Adam usó su ídolo de inmunidad oculto, pero no hubo votos contra él, por lo tanto, ningún voto fue anulado.